# José Martí y Monsó
José Martí y Monsó (n. 4 ianuarie 1840, Valencia, Comunitatea Valenciană, Spania – d. 14 decembrie 1912, Valladolid, Castilia și León, Spania) a fost un pictor spaniol, profesor de artă, cercetător și funcționar de muzeu. A fost considerat un expert în arta castiliană și în istoria Săptămânii Mari din Valladolid.

## Biografie
S-a mutat la Madrid la o vârstă fragedă și s-a înscris la Real Academia de Bellas Artes din San Fernando, unde instructorii săi erau Luis Ferrant și Federico de Madrazo. În timpul petrecut acolo, a luat și lecții private în studiourile lui Antonio Gómez Cros. După 1860, a fost un participant regulat la Expoziția Națională de Arte Plastice. În 1864, a câștigat mențiune de onoare pentru reprezentarea unui episod din Revoltele Esquilache, urmată de o medalie clasa a treia în 1866 pentru lucrarea sa „Recolta de struguri”.
După 1873, și-a îmbinat munca de artist cu rolul de profesor când a devenit Director al „Escuela de Artes y Oficios de Valladolid”. De asemenea, a fost ales pentru a fi curatorul colecției de artă de la Museo de Valladolid și, în anul următor, a preluat funcția de director al Museo Provincial de Bellas Artes; funcție pe care a deținut-o până la moarte. În 1900, a fost ales membru al „Real Academia de Bellas Artes de la Purísima Concepción”.
De asemenea, a fost autorul cărților Catálogo provisional del Museo de Pintura y Escultura de Valladolid (1874) și Estudios histórico-artísticos relativos a Valladolid (1898-1901).  În plus, a fost colaborator la Castilla artística e histórica, un buletin al „Sociedad Castellana de Excursiones”, înființată de Narciso Alonso Cortés în 1903. O piață din Valladolid a fost numită în onoarea sa.